# Armand de Las Cuevas
Armand de Las Cuevas (* 26. Juni 1968 in Troyes; † 2. August 2018 auf La Réunion) war ein französischer Radrennfahrer.

## Sportliche Laufbahn
Armand de Las Cuevas entstammte einer Familie von spanischen Emigranten; in seiner Jugend war er ein „Straßenjunge“ in Bordeaux, wohin seine Familie gezogen war. Um ihn zu disziplinieren, zwang ihn sein Vater, mit dem Radsport zu beginnen an, obwohl er selbst lieber Boxer geworden wäre. Schon bald war er der erfolgreichste Jugendfahrer in der Aquitaine.
1989 erhielt de Las Cuevas seinen ersten Vertrag bei Reynolds-Banesto. Der eher schmächtige Sportler galt als einer der besten Zeitfahrer, aber im Laufe seiner sportlichen Karriere auch als schwieriger Charakter, der immer wieder Probleme mit seinen Sportlichen Leitern sowie seinen Mannschaftskollegen hatte und dessen Leistungen schwankten.
1991 wurde de Las Cuevas im Alter von 23 Jahren französischer Straßenmeister und gewann den Grand Prix de Plouay. Im Jahr darauf belegte er beim Einzelzeitfahren der Tour de France 1992 in Luxemburg den zweiten Platz hinter seinem Mannschaftskollegen und späteren Gesamtsieger Miguel Indurain. Es wurde erwartet, dass de Las Cuevas bei Banesto als Gregario von Indurain dienen würde, jedoch war er nicht bereit, sich unterzuordnen und auf eigene Ambitionen zu verzichten, weshalb er nach anhaltenden Konflikten mit Indurain das Team 1994 verließ.
Beim Giro d’Italia 1994 gewann de Las Cuevas das Einzelzeitfahren über sieben Kilometer in Bologna, bei dem Indurain Platz drei belegte. Anschließend trug er für einen Tag das Rosa Trikot. Wenige Tage später ließ er Indurain beim Einzelzeitfahren auf der achten Etappe erneut hinter sich; er selbst belegte Rang zwei und Indurain Platz vier. In den folgenden Jahren platzierte er sich erfolgreich bei zahlreichen Rennen, seine Leistungen waren aber auch immer schwankend: 1987 gewann er die Tour de Bretagne, 1990 den Grand Prix Ouest France, 1992 den Étoile de Bessèges, 1993 den zum Weltcup und als inoffizielle Zeitfahrweltmeisterschaft geltenden Grand Prix des Nations sowie Paris–Camembert, 1994 die Burgos-Rundfahrt und die Trophée des Grimpeurs, 1995 die Coupe de France, 1998 das Critérium du Dauphiné und die Route du Sud. 1990 wurde er zudem Dritter in der Einerverfolgung bei den UCI-Bahn-Weltmeisterschaften in Maebashi. 1994 gewann er die Clásica San Sebastián mit zwei Minuten Vorsprung auf Lance Armstrong und damit sein zweites Weltcuprennen. Jeweils dreimal nahm de Las Cuevas an der Tour de France (1992, 1994 und 1995), am Giro d’Italia (1992, 1993 und 1994) sowie an der Vuelta a España (1993, 1997 und 1998) teil.
1995 wurde Armand de las Cuevas bei einer Zollkontrolle mit illegalen Medikamenten erwischt, zudem entdeckten die Fahnder eine Anleitung zum EPO-Doping. Daraufhin kündigte ihm Castorama-Teamchef Cyrille Guimard, da er die ihm angedachte Kapitänsrolle sowie die in ihn gesteckten Erwartungen ohnehin nicht erfüllt hatte. Nach dem Rücktritt von Indurain 1996 wurde er 1997 zu Banesto zurückgeholt. Trotz mehrerer hochkarätiger Erfolge – unter anderem distanzierte er Jan Ullrich bei einer schweren Bergetappe der Route du Sud um 1:20 Minuten – wurde er nicht für die Tour de France 1997 von seinem Team nominiert, da man seine Leistungen für zu „labil“ hielt. Ein Mannschaftskamerad sagte über de Las Cuevas, dieser sei ein „zerbrechlicher Mann, aber ein Künstler“.
Aus Verärgerung über diese Entscheidung verließ de Las Cuevas das Team und trat 1999 vom aktiven Radsport zurück. Seinen Plan, den damals gültigen Stundenweltrekord von Eddy Merckx aus dem Jahre 1972 zu schlagen, setzte er nie um. Ein versuchtes Comeback scheiterte 2006 an einem positiven Doping-Test. Schon zuvor war er als Kunde des als Doping-Arzt bekannten Michele Ferrari aufgefallen.
Zuletzt war Armand de las Cuevas Sportdirektor einer Mannschaft auf La Réunion und engagierte sich auch im Boxsport, für den er schon seit seiner Kinderzeit eine Vorliebe hegte. Dort beging er am 2. August 2018 Suizid.

## Erfolge
1986
- Tour de Lorraine (Junioren)

1988
- Tour de Bretagne Cycliste

1990
- eine Etappe Asturien-Rundfahrt
- Weltmeisterschaft (Profis) – Einerverfolgung

1991
- Grand Prix de Plouay Ouest-France
- Französischer Meister – Straßenrennen

1992
- Prolog Tour de Romandie

1993
- Gesamtwertung und eine Etappe Étoile de Bessèges
- eine Etappe Paris–Nizza
- Grand Prix des Nations

1994
- Gesamtwertung und eine Etappe Burgos-Rundfahrt
- Paris–Camembert
- Prolog Tour de Romandie
- eine Halbetappe Giro d’Italia
- Clásica San Sebastián

1995
- Trophée des Grimpeurs

1997
- Clásica de Sabiñánigo

1998
- Gesamtwertung Critérium du Dauphiné
- Gesamtwertung und eine Etappe Route d’Occitanie

## Grand-Tour-Platzierungen
| Grand Tour            | 1992 | 1993 | 1994 | 1995 | 1996 | 1997 | 1998 |
| --------------------- | ---- | ---- | ---- | ---- | ---- | ---- | ---- |
| Giro d’ItaliaGiro     | 38   | 43   | 9    | –    | –    | –    | –    |
| Tour de FranceTour    | DNF  | –    | DNF  | 62   | –    | –    | –    |
| Vuelta a EspañaVuelta | –    | DNF  | –    | –    | –    | DNF  | DNF  |